# 15 літ Казахстану
15 літ Казахста́ну (каз. Қазақстанға 15 жыл) — село у складі району імені Габіта Мусрепова Північноказахстанської області Казахстану. Входить до складу Шукиркольського сільського округу.
Населення — 126 осіб (2021; 243 у 2009, 306 у 1999, 274 у 1989).
Національний склад станом на 1989 рік:
- казахи — 100 %.